# 谷口桂子
谷口 桂子（たにぐち けいこ、1961年2月23日 - ）は日本の俳人、作家。三重県四日市市出身。茶道の表千家不審庵講師も務める（雅名・宗桂）。

## 来歴
三重県立四日市高等学校を経て、東京外国語大学外国語学部イタリア語学科卒業。大学在学中に新聞社でアルバイトを始め、カタールの首都ドーハで初めて開かれた日本週間に茶道の講師として招かれる。
帰国後、フリーランスで雑誌等のインタビューを始め、元首相、ノーベル賞受賞者から山谷の日雇い労働者まで幅広くインタビューを手掛ける。週刊朝日連載「夫婦の階段」「夫婦の情景」では著名夫婦350組をインタビュー。著名人インタビューは1000人を超える。
20代で俳人・鈴木真砂女に出会ったのがきっかけで俳句を始め、加藤楸邨主宰の「寒雷」へ。現在、無所属。39歳のとき小説『エイク』で作家デビュー。以降、小説やノンフィクションなどの本を出版。
同郷出身の作家・丹羽文雄の顕彰をライフワークとし、丹羽門下の作家・津村節子（吉村昭夫人）を長年取材インタビューを行い評伝を著した。
2013年、愛媛県松山市の萬翠荘（国の重要文化財）で開かれた俳句美術館特別展に俳句作品を出品。その後も俳句とアートのコラボレーション展を開催している。
2019年、自身の出版社「谷口書房」を設立。

## 著書
- 句集『妬心』角川書店、1996年
- インタビュー集『夫婦の階段』NHK出版、1999年
- 小説『エイク』講談社、2000年
- 評伝『愛の俳句　愛の人生』講談社、2001年
- アンソロジー『現代俳句最前線』北溟社、2003年
- 小説『ケンカこでまり』集英社、2007年
- 句画帖『私の物語』（左時枝と共著）知玄舎、2010年
- 小説『一寸先は光』講談社、2011年
- 小説『越し人　芥川龍之介最後の恋人』小学館、2017年[4]
- ノンフィクション『祇園、うっとこの話「みの家」女将、ひとり語り』平凡社、2018年
- 小説『崖っぷちパラダイス』小学館、2019年[5][6]
- ノンフィクション『食と酒　吉村昭の流儀』小学館文庫、2021年8月[7]
- ノンフィクション『吉村昭の人生作法』中公新書ラクレ、2022年6月
- 評伝『吉村昭と津村節子　波瀾万丈おしどり夫婦』新潮社、2023年10月